# 長崎県立佐世保特別支援学校
長崎県立佐世保特別支援学校（ながさきけんりつ させぼとくべつしえんがっこう）は、長崎県佐世保市にある県立特別支援学校。

## 概要
分校
北松分校
- 小学部・中学部 - （〒859-4823 長崎県平戸市田平町荻田免20番地（ 平戸市立田平中学校内、北緯33度20分42.3秒 東経129度34分43.6秒）
- 高等部 - 〒859-4824　長崎県平戸市田平町小手田免54-1（長崎県立北松農業高等学校内、北緯33度20分42.3秒 東経129度34分43.6秒）

分教室
- 高等部上五島分教室 - 〒857-4511　長崎県南松浦郡新上五島町浦桑郷306番地（長崎県立上五島高等学校内、北緯32度59分15.4秒 東経129度4分53.4秒）

校訓
「健康・協力・自立」
校歌
作詞は山本学、作曲は樋渡憲三による。歌詞は3番まである。
学部
- 小学部
- 中学部
- 高等部

## 沿革
- 1978年（昭和53年）4月1日 - 「長崎県立佐世保養護学校」が開校。
- 1982年（昭和57年）4月1日 - 高等部を開設。
- 1988年（昭和63年）12月 - 創立10周年記念式典を挙行。
- 1998年（平成10年）
  - 4月1日 - 長崎県盲・聾・養護学校高等部訪問教育の試行により、高等部訪問教育を開始。
  - 11月 - 創立20周年記念式典を挙行。
- 2005年（平成17年）4月1日 - 高等部における総合化（知肢併置）の開始。
- 2007年（平成19年）4月1日 - 小・中学部・高等部における総合化（知肢併置）の開始。長崎県立野崎養護学校（佐世保市野崎町）を統合。
- 2010年（平成22年）4月1日 - 「長崎県立佐世保特別支援学校」（現校名）に改称。また、長崎県立北松農業高等学校内に高等部北松分教室を開設。
- 2013年（平成25年）4月1日 - 長崎県立上五島高等学校内に高等部上五島分教室を開設。
- 2021年（令和3年）4月1日 - 北松分校を設置[2]。
  - 従来の高等部北松分教室（長崎県立北松農業高等学校内に開設）に加え、小・中学部を平戸市立田平中学校内に設置した上で、北松分校とする。

旧・野崎養護学校（のざき）
- 1979年（昭和54年）- 「長崎県立野崎養護学校」が設置される。佐世保市野崎町の身体障害者療護施設「長崎県立コロニー」（1974年（昭和49年）1月開所）の隣接地に開校。
- 1999年（平成11年）- 創立20周年記念式典を挙行。
- 2006年（平成18年）4月 - 隣接する長崎県立コロニーが「つくも苑」に改称。
- 2007年（平成19年）3月31日 - 長崎県立佐世保養護学校への統合により、閉校。
  - 閉校後は2016年（平成28年）3月まで「つくも苑」があったが、同年4月につくも苑は佐世保市野崎町から同市大潟町に移転。名称もつくも苑から「にじいろ」に改称。野崎養護学校およびつくも苑の建物は解体され、その跡地には「九十九島観光公園」が整備され、2021年（令和3年）3月28日にオープンした。

## アクセスと周辺
佐世保本校
- 松浦鉄道上相浦駅
- 西肥バス（させぼバスが担当）「竹辺町」バス停
- 県道11号佐世保日野松浦線、西九州自動車道相浦中里IC
  - 周辺には相浦警察署、佐世保西郵便局がある。

北松分教室
- 松浦鉄道西田平駅
- 西肥バス「荻田」「農高前」バス停
- 県道221号以善田平港線
  - 周辺には平戸大橋、田平教会や長崎県肉用牛改良センターがある。